# Le Manteau de pluie
Albums de Jean-Louis Murat
Cheyenne Autumn
(1989) Vénus
(1993)
Le Manteau de pluie est un album musical de Jean-Louis Murat sorti fin 1991 sur le label Virgin.

## Historique
S'inscrivant dans la continuité de Cheyenne Autumn, c'est le premier album de l'artiste‚ âgé alors de presque quarante ans, à connaître un réel succès, rentrant dans les classements français grâce notamment à l'écho rencontré par ses singles Col de la Croix-Morand, premier extrait de l'album, et surtout Sentiment nouveau, ce dernier atteignant le Top 50 durant le printemps 1992.
Le 14 décembre 2018, l'album est réédité en version vinyle remasterisée agrémentée de neuf titres inédits sur le label PIAS.

## Liste des titres de l'album
| No  | Titre                         | Durée |
| --- | ----------------------------- | ----- |
| 1.  | Je n'ai plus que toi, animal  | 2:56  |
| 2.  | Col de la Croix-Morand        | 4:44  |
| 3.  | Cours dire aux hommes faibles | 4:06  |
| 4.  | Le Lien défait                | 5:57  |
| 5.  | Le Mendiant à Rio             | 4:40  |
| 6.  | Sentiment nouveau             | 3:39  |
| 7.  | L'Éphémère                    | 4:11  |
| 8.  | L'Infidèle                    | 3:28  |
| 9.  | Le Parcours de la peine       | 3:22  |
| 10. | Gorge profonde                | 3:59  |
| 11. | Le Manteau de pluie du singe  | 1:49  |

### Titres bonus réédition vinyle 2018
| No  | Titre                                 | Durée |
| --- | ------------------------------------- | ----- |
| 12. | Qu'est-ce que tu voulais ?            | 4:47  |
| 13. | Entre Tuillere et Sanadoire           | 4:16  |
| 14. | Pessade 90                            | 3:22  |
| 15. | Ma demeure c'est le feu               | 3:13  |
| 16. | Col de la Croix-Morand (version maxi) | 4:03  |
| 17. | Noël à la maison                      | 3:37  |
| 18. | A Woman on My Mind                    | 4:06  |
| 19. | Maîtresse                             | 3:05  |
| 20. | Jeune Pluie sur le chardon            | 4:25  |

## Participations
- Auteur-compositeur : Jean-Louis Murat (sauf musique Le Mendiant à Rio de Michael Franks)
- Mixage : Julian Mendelsohn - Christophe Dupouy
- Réalisation : André Perriat
- Producteur exécutif : Christophe Dupouy
- Claviers : Denis Clavaizolle
- Percussions : Neil Conti (sauf Col de la Croix Morand : Chuck Sabo)
- Basse : Guy Delacroix
- Flûte : Gérard Geoffroy
- Chœurs : Jean-Louis Murat - Marie Audigier